# Diocesi di Soroti
La diocesi di Soroti (in latino: Dioecesis Sorotiensis) è una sede della Chiesa cattolica in Uganda suffraganea dell'arcidiocesi di Tororo. Nel 2022 contava 1.428.000 battezzati su 3.616.000 abitanti. È retta dal vescovo Joseph Eciru Oliach.

## Territorio
La diocesi comprende i distretti di Amuria, Kaberamaido, Katakwi, Kumi, Soroti, Pallisa e Budaka nella regione Orientale dell'Uganda.
Sede vescovile è la città di Soroti, dove si trova la cattedrale dell'Immacolata Concezione.
Il territorio è suddiviso in 49 parrocchie.

## Storia
La diocesi è stata eretta il 29 novembre 1980 con la bolla Ad spiritualem provehendam salutem di papa Giovanni Paolo II, ricavandone il territorio dalla diocesi di Tororo (oggi arcidiocesi).
Originariamente suffraganea dell'arcidiocesi di Kampala, il 2 gennaio 1999 è entrata a far parte della provincia ecclesiastica di Tororo.

## Cronotassi dei vescovi
Si omettono i periodi di sede vacante non superiori ai 2 anni o non storicamente accertati.
- Erasmus Desiderius Wandera † (29 novembre 1980 - 27 giugno 2007 ritirato)
- Emmanuel Obbo, A.J. (27 giugno 2007 - 2 gennaio 2014 nominato arcivescovo di Tororo)[1]
  - Sede vacante (2014-2019)
- Joseph Eciru Oliach, dal 19 marzo 2019

## Statistiche
La diocesi nel 2022 su una popolazione di 3.616.000 persone contava 1.428.000 battezzati, corrispondenti al 39,5% del totale.
| anno | popolazione | popolazione | popolazione | presbiteri | presbiteri | presbiteri | presbiteri                | diaconi | religiosi | religiosi | parrocchie |
| anno | battezzati  | totale      | %           | numero     | secolari   | regolari   | battezzati per presbitero | diaconi | uomini    | donne     | parrocchie |
| ---- | ----------- | ----------- | ----------- | ---------- | ---------- | ---------- | ------------------------- | ------- | --------- | --------- | ---------- |
| 1990 | 240.000     | 1.035.000   | 23,2        | 32         | 18         | 14         | 7.500                     |         | 15        | 35        | 17         |
| 1999 | 864.000     | 1.332.256   | 64,9        | 44         | 36         | 8          | 19.636                    |         | 8         | 53        | 18         |
| 2000 | 864.500     | 1.338.872   | 64,6        | 44         | 36         | 8          | 19.647                    |         | 8         | 47        | 19         |
| 2001 | 865.899     | 1.339.140   | 64,7        | 43         | 35         | 8          | 20.137                    |         | 8         | 45        | 19         |
| 2002 | 866.000     | 1.340.000   | 64,6        | 41         | 33         | 8          | 21.121                    |         | 8         | 47        | 19         |
| 2003 | 887.000     | 1.373.000   | 64,6        | 40         | 36         | 4          | 22.175                    |         | 4         | 48        | 19         |
| 2004 | 887.000     | 1.373.000   | 64,6        | 41         | 35         | 6          | 21.634                    |         | 6         | 43        | 19         |
| 2007 | 948.000     | 1.468.000   | 64,5        | 48         | 42         | 6          | 19.750                    |         | 6         | 50        | 21         |
| 2010 | 1.115.000   | 1.619.000   | 68,9        | 50         | 45         | 5          | 22.300                    |         | 5         | 58        | 21         |
| 2014 | 1.101.789   | 1.858.000   | 59,3        | 54         | 50         | 4          | 20.403                    |         | 4         | 46        | 21         |
| 2017 | 1.530.000   | 3.394.637   | 45,1        | 65         | 62         | 3          | 23.538                    |         | 3         | 40        | 26         |
| 2020 | 1.495.100   | 3.604.000   | 41,5        | 76         | 74         | 2          | 19.672                    |         | 2         | 56        | 26         |
| 2022 | 1.428.000   | 3.616.000   | 39,5        | 77         | 77         |            | 18.545                    |         | 4         | 60        | 49         |